# Стюарт Пероун
Стюарт Генрі Пероун (англ. Stewart Henry Perowne; 17 червня 1901, Норт-Галлоу, Вустершир, Англія, Велика Британія — 10 травня 1989, Лондон, Англія, Велика Британія) — британський дипломат, політик, письменник, історик, археолог і дослідник. Офіцер ордена Британської імперії, лицар ордена Святого Іоанна Єрусалимського.

## Біографія

### Молоді роки, освіта
Стюарт Генрі Пероун народився 17 червня 1901 року Норт-Галлоу, Вустершир, ставши третім сином у родині Артура Вільяма Пероуна, майбутнього єпископа Вустера, і його дружини Гелени Френсіс, уродженої Олднэлл-Рассел. Його дід по батькові, Джон Пероун, теж був єпископом Вустера.
Закінчив Гейлібері-коледж, а потім — Корпус-Крісті-коледж у Кембриджі, де у 1923 році став бакалавром мистецтв, а у 1931 році здобув ступінь магістра мистецтв. Також навчався у Гарвардському університеті.

### Державна служба
У 1927 році вступив у службу державної освіти у Палестині, став викладачем англійської мови у Єрусалимі, а у 1930 році перейшов в адміністративну службу, де наступного року обійняв посаду прессекретаря. 23 червня 1931 року зведений у звання офіцера ордена Святого Іоанна Єрусалимського. Нагороду вручив верховний комісар Палестини сер Артур Вокоп.
У 1934 році призначений асистентом комісара округу Галілея. Того ж року став асистентом секретаря адміністрації лейтенант-губернатора Мальти, де першим зайнявся впровадженням пастеризації. У 1937 році нагороджений коронаційною медаллю.
У 1937 році призначений політичним офіцером в Аденському протектораті. Як археолог-аматор, у той період виявив стародавнє поселення Імадія, відновив південноарабські написи та статуетки з Вади-Бейхана, а також зібрав велику колекцію датованих бронзовою добою черепків, яку у 1938 році передав у Британський музей. Того ж року взяв участь в організації арабського мовлення BBC, а у 1939 році призначений інформаційним офіцером в Адені. У 1941 році став аташе зі зв'язків з громадськістю, а у 1944 році — східним радником при британському посольстві у Багдаді, змінивши Вівіана Голта. Спілкувався та переписувався з іракським королем Фейсалом II, був нагороджений іракською коронаційною медаллю 1953 року.
8 червня 1944 року зведений у звання офіцера ордена Британської імперії цивільного класу, а 1 липня 1944 року — брата-командора ордена Святого Іоанна Єрусалимського.
Попри повну відповідність можливому призначенню на вищі дипломатичні пости та досягнення під час роботи в арабському світі, Пероун був відкликаний з даного регіону на іншу роботу. У 1947—1951 роках обіймав посаду колоніального секретаря Барбадосу, а також був членом Законодавчої ради Барбадосу. Його попередником був Джон Ренкін, а наступником — Роберт Тернер.
У 1950 році став головним радником з внутрішніх справ у Киренаїці. У 1951 році став першовідкривачем загубленого міста Азіріс. Як відомий філателіст, за час кар'єри взяв участь у розробці поштових марок для Мальти (1936), Аденського протекторату (1938), Барбадосу (1949), Лівії (1951), а також банкнот валюти Федерації Вест-Індії (1949) та Лівії (1951).

### Особисте життя
У 1947 році одружився з Фреєю Старк, британською письменницею та дослідницею, з якою познайомився ще наприкінці 1930-х років, як її начальник в Адене. Про пропозицію одружитися Фрея дізналася із надісланої Стюартом телеграми, після чого вони 7 жовтня 1947 року одружилися у Церкві Святої Маргарити у Вестмінстері. Дізнавшись від своїх друзів, що Стюарт — гомосексуал, Фрея цьому не повірила: на словах про те, що Пероун надає перевагу молодим чоловікам у військовій формі Старк наївно запитала — «Як стародавні греки?», уявивши собі, ймовірно, ідеальний світ стародавньої Греції з цнотливими скульптурами та симпосіями. Окрім цього Пероун був молодшим Старк на 8 років, та судячи з усього потребував лише у якійсь домашній служниці. У таких умовах їхній шлюб перетворився з певного погляду марьяж блан, однак Фрейя відмовлялася вірити у гомосексуальну орієнтацію Стюарта та сподівалася на шлюбну ніч. Збентежена відсутністю інтимних стосунків, Старк писала йому: Я думаю, що ти залишив щось нерозказане між нами. Хай там як, це не змусить мене думати менше про тебе чи менше піклуватися про тебе". Пероун відчув себе вимушеним зайнятися цією делікатною проблемою і написав їй листа, в якому описав ситуацію, що склалася з використанням евфемізмів на прикладі обіду з друзями.:

Всі, я думаю, [були] «дивні», це слово здається набагато більш милозвучним для опису гомосексуальності. І все ж їхня розмова була живою, повною ідей та змістовною. […] Важко сказати, що таке «нормальний» — мій друг, радник шпиталю Святого Георгія, завжди відмовляється використовувати це слово, тому що серед чоловіків і жінок ми маємо широкий і різноманітний діапазон від ультрасамців до ультрасамок за природної більшості людей, що знаходяться посередині цих ступенів. […] Щодо мене, то себе я бачу в середній групі. Я маю звичайні чоловічі здібності. Мені подобаються чоловічі види спорту, деякі з них, і я люблю перебувати у компанії жінок. Насправді мені важко жити без них. Водночас мене іноді фізично приваблюють представники моєї власної статі — загалом. З якоїсь навіть приємної причини носії уніформи.
Оригінальний текст (англ.)
Everyone [was] I think, „queer“, which is the argot for homosexuality, and so much more euphonious. And yet their talk was alive, full of ideas and content. […] It is difficult to say what „normal“ is — my friend a counselor of St. Georges Hospital always refuses to use the word and in both men and women, you have a wide and graded range from ultra-male to ultra-female with naturally mostly people in the middle ranges. […] Now for myself, I put myself in the middle group. I have ordinary male abilities. I like male sports some of them, and I love the company of women. In fact, I find it hard to exist without it. At the same time, I am occasionally physically attracted by members of my own sex—generalIy. For some even pleasurable reason — by wearers of uniform.

А втім, Фрея супроводжувала свого чоловіка у місця його службових призначень: спочатку у Вест-Індії — на Барбадос, а потім до Лівії. Шлюб Пероуна і Старк не склався, у них не було дітей, а у 1952 році пара розлучилася, проте розлучення не було.

### Відставка, смерть
У 1951 році у віці 50 років вийшов у відставку з дипломатичної служби. Попри відставку, того ж року призначений радником делегації Великої Британії на сесії Генеральної Асамблеї ООН у Парижі, а у 1952 році став помічником єпископа Єрусалима по роботі з арабськими біженцями, взявши участь у проєктуванні та створенні перших моделей сіл для біженців. Пізніше став членом Ради з міжнародних відносин Церкви Англії.
30 грудня 1954 року зведений у звання лицаря ордена Святого Іоанна Єрусалимського. 7 березня 1957 року обраний членом Королівського товариства старожитностей. Також був членом Королівського товариства мистецтв та «Клубу мандрівників». У 1981 році став почесним випускником Корпус-Крісті-коледжу.
Стюарт Генрі Пероун помер 10 травня 1989 року у віці 86 років у шпиталі Чарінг-Кросс у Лондоні. Фрея Старк померла 1993 року у віці 100 років.

## Спадщина
Як інтелектуал і плідний письменник, Пероун опублікував понад десяток книг, кілька статей для академічних журналів та енциклопедій, зокрема числі «Antiquity», а також «Британіка». Спеціалізувався на історії Середземномор'я, Греції та Риму у період античності, писав про життя євреїв і перших християн того часу. Літературний стиль й історичні трактування Пероуна піддавалися критиці, проте його книги відіграли значну роль у популяризації античної історії та археології. Архів зберігається в Близькосхідному центрі коледжу святого Антонія в Оксфорді.
- The One Remains: On Jerusalem, London, 1954.
- The Life and Times of Herod the Great, London, 1956.
- The Later Herods, London, 1958.
- Hadrian, London, 1960.
- Caesars and Saints, London, 1962.
- The Pilgrim's Companion in Jerusalem and Bethlehem, London, 1964.
- The Pilgrim's Companion in Rome, London, 1964.
- The Pilgrim's Companion in Athens, London, 1964.
- Jerusalem & Bethlehem, London, 1965.
- The Political Background of the New Testament, London, 1965.
- The End of the Roman World, London, 1966.
- The Death of the Roman Republic: from 146 BC to the birth of the Roman Empire, London, 1969.
- Roman Mythology, London, 1969.
- The Siege Within the Walls: Malta 1940—1943, London, 1970.
- Rome, From Its Foundation to the Present, London, 1971.
- The Journeys of St. Paul, London, 1973.
- The Caesars' Wives: Above Suspicion?, London, 1974.
- The Archaeology of Greece and the Aegean, London, 1974.
- Holy Places of Christendom, London, 1976.

## У культурі
Британський письменник Ієн Мак'юен назвав головного героя свого написаного у 2005 році роману «Субота» — нейрохірурга Генрі Пероуна, який «любить уявляти себе схожим на Саддама, який із задоволенням оглядає натовп з якогось міністерського балкона Багдада» — на думку критиків, саме на честь Стюарта Пероуна.